# Lovro Pogačnik
Lovro Pogačnik, slovenski pravnik in politik, * 16. avgust 1880, Kamna Gorica, † 5. oktober 1919, Ljubljana.     

## Življenje in delo
Pogačnik je dokončal gimnazijo v Ljubljani, pravo z doktoratom pa 1906 v Gradcu, bil nato 2 leti v sodni, potem v odvetniški praksi in vstopil leta 1909 v službo pri kranjskem deželnem odboru v Ljubljani, kjer je postal 1910 deželni komisar, 1912 pa deželni tajnik.
Potočnik, učenec in veren pristaš J. E. Kreka se je že od 1907 posvetil delu v Slovenski krščanski socialni zvezi (SKSZ) ter prevzel 10. nov. 1907 predsedništvo novo ustanovljene Zveze telovadnih odsekov SKSZ (od 1909: Orli), ki je po njegovem prizadevanju narasla do leta 1913 na 168 odsekov s 5228 člani. Po smrti državnega poslanca Ignacija Žitnika je kandidiral v njegovem volilnem okraju notranjskih kmetijskih občin ter bil 19. maja 1914 kot najmlajši državni poslanec izvoljen v dunski parlament.
Ob prevratu je 31. oktobra 1918 prevzel v Narodni vladi SHS poverjeništvo za narodno obrambo, ki ga je vodil v zelo težavnih razmerah do 20. januarja 1919, ko je z odločbo iz Beograda Narodna vlada za Slovenijo prenehala delovati. V februarju 1919 je bil izvoljen za poslanca v prvo narodno predstavništvo v Beogradu, kjer je stopil v tesnejše zveze s hrvaško krščansko socialno stranko (Pero Rogulja) ter se vneto udeleževal njenih shodov, zlasti v Slavoniji. Napori zadnjih let pa so mu pospešili tuberkulozo, kateri je oktobra 1919 podlegel, star šele 39 let.
V mlajših letih (1899–1904) je objavljal s svojim imenom in s psevdonimom Leon Levič lirične pesmi v katerih se zrcali hrepenenje po svobodi naroda in sočustvovanje s ponižanimi in trpečimi.